# به‌روزرسانی ویندوز
به‌روزرسانی ویندوز (به انگلیسی: Windows Update) (اختصاری WU) خدمتی است که از سوی مایکروسافت برای به‌روزرسانی‌های اجزای ویندوز فراهم شده‌است. این برنامه می‌تواند با «به‌روزرسانی‌های مایکروسافت» که نسخهٔ گسترش‌یافتهٔ آن است که به‌روز رسانی برنامه‌های ماکروسافت مانند مایکروسافت آفیس و... است جایگزین شود. این سرویس به طور نرمال به‌روزرسانی‌ها را از اینترنت دریافت می‌کند، اگر چه مایکروسافت لوازمی را برای به‌روزرسانی بدون اتصال به اینترنت را فراهم کرده‌است.
این سرویس گونه‌های مختلف به‌روزرسانی را فراهم می‌کند. به‌روزرسانی‌های امنیتی یا به‌روزرسانی‌های بحرانی در برابر آسیب پذیری‌های نرم‌افزارهای مخرب و سو استفاده‌های امنیتی محافظت می‌کند. به‌روزرسانی‌های دیگر خطاهای نامربوط را درست می‌کند یا قابلیت و توانایی را افزایش می‌دهد.